# Nico Canadá
Jorge Nicolás Rodríguez (Canóvanas, Puerto Rico), conocido artísticamente como Nico Canadá, es un productor discográfico, ingeniero de sonido, compositor y DJ puertorriqueño. Ha participado en más de 40 álbumes de artistas en el reguetón underground.
Luego de la tragedia del 11 de septiembre de 2001, abandonó Puerto Rico para cumplir varios años de servicio militar, hasta que en 2009, regresó a la isla para dedicarse nuevamente a la música.
Canadá está considerado como El Primer Productor del Under desde que en los inicios de la década del noventa produjo junto a DJ Playero algunos de los primeros discos  al mezclar el Under con ritmos electrónicos.

## Carrera musical
Apodado así por Dj Playero y Montana, a los 12 años Nico Canada se muda a Mansiones de Carolina mejor conocido ahora como Mansión Crew. Al residir aquí, hace amistad con Alberto Stylee y forman The Mansión Crew, y juntos hacen la producción de White Lion, donde Alberto canta y Nico produce. Mantuvieron guerra musical con otros grupos musicales del momento como La Industria de DJ Eric. Más tarde, Nico inicia su carrera como cantante, además de seguir produciendo música.
Durante 1995, se registró el primer intento de hacer un disco colaborativo entre los raperos de Puerto Rico y Nueva York viviendo en la gran manzana. El resultado fue un álbum titulado Guatauba, producido por Tony Touch y Nico Canada que incluía colaboraciones de referentes de la primera ola del reguetón como Daddy Yankee -en ese entonces, Winchesta Yankee-, Alberto Stylee o Don Chezina con conocidos de la escena neoyorkina como Mad Lion, KRS-One y Craig G. Con bases que oscilaban entre el boom bap y el dembow, Guatauba fue la primera probada de dos imaginarios urbanos con orígenes distintos que desde la música, chocaron en una sola ciudad. En 1997, junto a DJ Playero, lanzarían el álbum colaborativo Boricua Guerrero: First Combat, que reunió a los emergentes talentos del "underground" y algunos ya establecidos exponentes del rap estadounidense, marcando un precedente en la historia del género. Nico Canada tiene cinco producciones, y ha hecho música para Alberto Style, Rey Pirin, Daddy Yankee, entre otros. Presentó la introducción del álbum colaborativo de All Star Records y Rey Pirin titulado Linaje Escogido, álbum totalmente con contenido cristiano.
Nico regreso al fuerte escena musical con los álbumes A lo Under Vol 1 y A lo Under Vol 2, las canciones más éxitos son "Party En Mi Casa (Plan B)" "A Guayar To To (Jowell Y Randy)" "Perreo Perreo" (Don Chezina)" "Prende Ese Blunt (J King Y Maximan)" "Adem (Cosculluela)" "Pan Pan (Maicol y Manuel)" "No Le Metren Cabras (Yomo)" "Estamos En La Calle Bien Guillao (Watussi)" "Oh no! (Angel y Khriz)".
En 2017, junto a productores pioneros, organizó la gira "Reggaeton Old School, La Vieja Escuela El Tour", que reunió a gran parte de los pioneros del movimiento artístico y tema relacionado en el género urbano y nuevos talentos como Rey Pirin, Alberto Stylee, Wiso G, MC Ceja, Maicol, Lito & Polaco, entre otros.
Durante la caurentena, Nico lanzó Cuarentena mix con cinco volúmenes y la más exitoso es la primera junto con Don Chezina. Nico lanzó un ep junto con los del underground como Alberto Stylee Don Chezina Maicol Superstar entre otros, las más exitoso del ep es "Cintura Sismica" de Don Chezina.
En 2021, tras las expresiones de El Chombo, varios productores musicales e intérpretes puertorriqueños del movimiento urbano, entre ellos, Nico, quien aseguró que el reguetón estaba más vivo que nunca, y hacía énfasis en el éxito del disco Viva el perreo de Jowell y Randy, que Bad Bunny ayudó a producir.

## Discografía
- 1995: Nico Canada Vol. 1
- 1996: Nico Canada Vol. 2
- 2001: Beat Master
- 2008: Reggaetronica
- 2012: A lo Under Vol. 1 (Perreo Perreo)
- 2012: A lo Under Vol. 2 (Zona De Perreo)